# Pantepuisaurus rodriguesi
Pantepuisaurus rodriguesi is een hagedis uit de familie Gymnophthalmidae.

## Naamgeving
Pantepuisaurus rodriguesi werd voor het eerst wetenschappelijk beschreven door Philippe Kok in 2009. Het is de enige soort uit het monotypische geslacht Pantepuisaurus. De soortaanduiding rodriguesi is een eerbetoon aan de Braziliaanse herpetoloog Miguel Trefaut Rodrigues.

## Verspreidingsgebied
De soort komt voor in delen van Zuid-Amerika en leeft endemisch in Guyana.

## Uiterlijke kenmerken
De hagedis heeft een langwerpig lichaam en een lange staart. De lichaamslengte bedraagt tot ongeveer zes centimeter, de staart is minstens 1,5 keer zo lang. De oogleden zijn beweeglijk, in tegenstelling tot ander soorten uit de familie Gymnophthalmidae. De ooropeningen zijn duidelijk te zien. De poten hebben vijf vingers en tenen die allen kleine klauwtjes dragen.